# Pollocksville
Pollocksville é uma cidade  localizada no estado norte-americano de Carolina do Norte, no Condado de Jones.

## Demografia
Segundo o censo norte-americano de 2000, a sua população era de 269 habitantes.
Em 2006, foi estimada uma população de 260, um decréscimo de 9 (-3.3%).

## Geografia
De acordo com o United States Census Bureau tem uma área de
0,8 km², dos quais 0,8 km² cobertos por terra e 0,0 km² cobertos por água. Pollocksville localiza-se a aproximadamente 11 m acima do nível do mar.

## Localidades na vizinhança
O diagrama seguinte representa as localidades num raio de 16 km ao redor de Pollocksville.